# Milan Perič (cyklista)
Milan Perič (12. března 1928 – 4. května 1967) byl český cyklista. Účastnil se dvou závodů na Letních olympijských hrách 1952, na kterých se neumístil. Byl synem cyklisty Antonína Periče, reprezentanta na Letních olympijských hrách 1924 a 1928.
Koncem třicátých let vypomáhal svému otci v jeho karlínské dílně vyrábět doplňky pro závodní kola.
V roce 1949 se přidal k Armádnímu tělovýchodném klubu po boku například Jaroslava Šmída, Zdeňka Štěpánka, Jana Veselého, Vlastimila Růžičky či Vladimíra Koláře. Reprezentoval i AC Sparta Praha, například v hlavním závodě mužů v pátém ročníku závodu do vrchu 1947. Byl trenérem týmů účastnících se Závodu míru.